# Tinie Tempah
Patrick Chukwuemeka Okogwu (n. 7 noiembrie 1988), cunoscut ca Tinie Tempah, este un rapper britanic. 
În anul 2007 acesta a fondat casa de discuri Disturbing London.  
A lansat primul său album Disc-Overy pe data de 1 octombrie 2010, debutând pe primul loc în clasamentul albumelor din Marea Britanie. 
Al 2-lea album al artistului, Demonstation, s-a lansat pe 1 noiembrie 2013.
Al 3-lea album al artistului, Youth, s-a lansat pe 14 aprilie 2017, după câteva amânări repetate.

## Tinerețea
Patrick Chukwuemeka Okogwu s-a născut în Londra, Anglia, la 7 noiembrie 1988 și este de origine nigeriană. El a trăit pe Aylesbury Estate, în sud-estul Londrei până la vârsta de 12 ani, cu părinții săi și trei frați mai mici Kelly, Kelvin și Marian. A urmat Școala catolică Sf. Paul în Abbey Wood, Londra SE2, (acum cunoscută sub numele de Academia Sf. Pavel). De creșterea lui din Londra, Tempah afirmă: „Londra este unul dintre singurele locuri din lume unde poți trăi într-un bloc al Consiliului și poți vedea peste drum o casă frumoasă. „Crescând în jurul acelor lucruri m-au inspirat și m-au păstrat motivat”.

## Premii și nominalizări
| Anul | Ceremonia               | Categoria                          | Lucrarea nominalizată | Rezultatul  | Referințe |
| ---- | ----------------------- | ---------------------------------- | --------------------- | ----------- | --------- |
| 2010 | MOBO Awards             | Best Newcomer                      |                       | Câștigător  | [ 5 ]     |
| 2010 | MOBO Awards             | Best Video                         | „Frisky”              | Câștigător  | [ 5 ]     |
| 2010 | MOBO Awards             | Best UK Act                        |                       | Nominalizat | [ 5 ]     |
| 2010 | MOBO Awards             | Best Song                          | „Pass Out”            | Nominalizat | [ 5 ]     |
| 2010 | 4Music Video Honours    | Hottest Boy                        |                       | Nominalizat | [ 6 ]     |
| 2010 | 4Music Video Honours    | Hottest Hook-up                    | „Frisky”              | Nominalizat | [ 6 ]     |
| 2010 | MP3 Music Awards        | The UGG Award (Urban/Garage/Grime) |                       | Câștigător  | [ 7 ]     |
| 2010 | Urban Music Awards      | Best Newcomer                      |                       | Câștigător  | [ 5 ]     |
| 2010 | Urban Music Awards      | Best Video                         | „Wonderman”           | Nominalizat | [ 5 ]     |
| 2010 | Urban Music Awards      | Best Hip-Hop Act                   |                       | Câștigător  | [ 5 ]     |
| 2010 | Urban Music Awards      | Best Collaboration                 | „Pass Out”            | Câștigător  | [ 5 ]     |
| 2010 | BT Digital Music Awards | Breakthrough Artist of the Year    |                       | Nominalizat | [ 8 ]     |
| 2010 | BT Digital Music Awards | Best Male Artist                   |                       | Nominalizat | [ 8 ]     |
| 2010 | BT Digital Music Awards | Best Newcomer                      |                       | Câștigător  | [ 8 ]     |
| 2010 | BT Digital Music Awards | Best Video                         | „Pass Out”            | Nominalizat | [ 8 ]     |
| 2010 | BT Digital Music Awards | Best Song                          | „Pass Out”            | Nominalizat | [ 8 ]     |
| 2010 | UK Festival Awards      | Breakthrough Artist                |                       | Câștigător  | [ 9 ]     |
| 2010 | MTV Europe Music Awards | Best UK and Ireland New Act        |                       | Nominalizat | [ 10 ]    |
| 2011 | South Bank Awards       | Pop Music                          | Disc-Overy            | Nominalizat | [ 11 ]    |
| 2011 | Brit Awards             | Best British Male                  |                       | Nominalizat | [ 12 ]    |
| 2011 | Brit Awards             | Best Breakthrough Act              |                       | Câștigător  | [ 12 ]    |
| 2011 | Brit Awards             | Best Single                        | „Pass Out”            | Câștigător  | [ 12 ]    |
| 2011 | Brit Awards             | Album of the Year                  | Disc-Overy            | Nominalizat | [ 12 ]    |
| 2011 | Ivor Novello Awards     | Best Contemporary Song             | „Pass Out”            | Câștigător  | [ 13 ]    |
| 2011 | BET Awards              | Best International Act: UK         |                       | Câștigător  | [ 14 ]    |

## Discografie

### Albume de studio
| An                   | Titlul        |
| -------------------- | ------------- |
| 2010 (2011 în S.U.A) | Disc-Overy    |
| 2013                 | Demonstration |
| 2017                 | Youth         |

### Single-uri
| An        | Titlul                   | Colaborare                                                                             |
| --------- | ------------------------ | -------------------------------------------------------------------------------------- |
| 2010      | Pass Out                 |                                                                                        |
| 2010      | Frisky                   | Labrinth                                                                               |
| 2010      | Gangsta? (Game Over)     | Tinchy Stryder feat. Tinie Tempah                                                      |
| 2010      | Written in the Stars     | Eric Turner                                                                            |
| 2010      | Miami 2 Ibiza            | Swedish House Mafia                                                                    |
| 2010      | Invincible               | Kelly Rowland                                                                          |
| 2010-2011 | Game Over                | Tinchy Stryder feat. Giggs, Professor Green, Tinie Tempah, Devlin, Example & Chipmunk) |
| 2011      | Wonderman                | Ellie Goulding                                                                         |
| 2011      | Till I'm Gone            | Wiz Khalifa                                                                            |
| 2012-2013 | Drinking From The Bottle | Calvin Harris feat. Tinie Tempah                                                       |
| 2013      | Trampoline               | 2 Chainz                                                                               |
| 2013      | Children of the Sun      | John Martin                                                                            |
| 2014      | Lover Not a Fighter      | Labrinth                                                                               |
| 2015      | Jump                     | DVBBS & Borgeous feat. Tinie Tempah                                                    |
| 2015      | Not Letting Go           | Jess Glynne                                                                            |
| 2015      | Turn The Music Louder    | KDA feat. Tinie Tempah & Katy B                                                        |
| 2016      | Girls Like               | Zara Larsson                                                                           |
| 2016      | Mamacita                 | WizKid                                                                                 |
| 2017      | Dum Dum                  | Kideko feat. Tinie Tempah & Becky G                                                    |